# THQ Nordic
THQ Nordic GmbH (voorheen Nordic Games GmbH) is een Oostenrijkse computerspeluitgever, gevestigd in Wenen. Het bedrijf werd opgericht in 2011 door de Zweedse ondernemer Lars Eric Olof Wingefors. THQ Nordic heeft in de loop der jaren producten en merken van andere uitgevers opgekocht waaronder onderdelen en het handelsmerk van het voormalige THQ. In augustus 2016 veranderde Nordic Games zijn naam in THQ Nordic. Medio februari 2018 werd bekend dat THQ Nordic Koch Media met inbegrip van diens dochter Deep Silver heeft overgenomen voor 121 miljoen euro.

## Dochterbedrijven

### Uitgevers
| Naam        | Locatie | Oprichting | Overname |
| ----------- | ------- | ---------- | -------- |
| Koch Media  | Höfen   | 1994       | 2018     |
| Deep Silver | Theale  | 2002       | 2018     |
| Ravenscourt | Theale  | 2014       | 2018     |

### Ontwikkelstudio's
| Naam                          | Locatie             | Oprichting | Overname |
| ----------------------------- | ------------------- | ---------- | -------- |
| Grimlore Games                | München             | 2013       | -        |
| Rainbow Studios               | Phoenix, Arizona    | 1996       | 2013     |
| Mirage Game Studios           | Karlstad            | 2016       | -        |
| Foxglove Studios              | Stockholm           | 2016       | -        |
| Black Forest Games            | Offenburg           | 2012       | 2017     |
| Pieces Interactive            | Skövde              | 2007       | 2017     |
| Experiment 101                | Stockholm           | 2015       | 2017     |
| Deep Silver Dambuster Studios | Nottingham          | 2014       | 2018     |
| Deep Silver Fishlabs          | Hamburg             | 2004       | 2018     |
| Deep Silver Volition          | Champaign, Illinois | 1996       | 2018     |
| HandyGames                    | Giebelstadt         | 2000       | 2018     |